# Tatort: Die kleine Kanaille
Die kleine Kanaille ist eine Folge der ARD-Krimireihe Tatort. Die vom Sender Freies Berlin (SFB) produzierte Episode wurde erstmals am 26. Januar 1986 in der ARD ausgestrahlt. Es handelt sich um den zweiten Tatort mit Kriminalhauptkommissar Bülow, der den Todesfall einer wohlhabenden Frau und die Rolle ihres wesentlich jüngeren Ehemannes und eines Nachbarsmädchens dabei aufklären muss.

## Handlung
Die 16-jährige Birgit lebt in einem Kinderheim in einem West-Berliner Villenviertel. Eines Tages beobachtet sie, als sie auf dem Dachboden einen Groschenroman liest, die benachbarte reiche Pelzhändlerin Marianne Lorenzen, wie sie sich im Garten mit ihrem wesentlich jüngeren Ehemann Theo vergnügt. Kurz darauf ertrinkt Lorenzen im Swimmingpool. Theo macht sich der Polizei gegenüber Vorwürfe, weil er seine Frau nicht festhalten konnte. Der Polizeiarzt stellt als Todesursache Herzversagen fest, hält den Fall aber irgendwie für merkwürdig. Auch Bülow wird misstrauisch. Währenddessen nimmt Birgit Kontakt zu Theo auf und macht Andeutungen, dass sie wisse, dass er seine Frau umgebracht hätte. Obwohl Theo sie des Grundstücks verweist, bleibt Birgit im Garten, wo sie von Bülow beobachtet wird.
Später sucht Bülow Theo auf, er registriert nebenher, dass Birgit vom Dachboden des Kinderheims Sicht auf den Swimmingpool hat. Bülow erklärt Theo, dass der Polizeiarzt etwas merkwürdig fand. Bülow stellt den Verlauf des Geschehens gemäß den Angaben von Theo nach und erzählt ihm, dass Alkohol im Blut der Toten festgestellt wurde. Bülow verabschiedet sich, ohne einen konkreten Verdacht gegen Theo zu haben. Theo kontaktiert die Leiterin des Heimes und fragt an, ob er Birgit als Model für eine Modenschau engagieren könnte. Birgit tritt ziemlich fordernd und selbstbewusst auf und deutet Theo gegenüber an, dass sie ihn in der Hand habe. Daher sei es „schlau“ von ihm, sie zu engagieren. Dreist fordert sie mehrere Pelzmäntel als Geschenke. Bülows Assistent Leuschner erfährt in einem Telefonat mit Kommissar Horst Schimanski, dass Theo bereits vor drei Jahren Witwer einer reichen, älteren Ehefrau und Erbe ihres Vermögens wurde. Die Frau war damals mit dem Auto tödlich verunglückt. Theo und Birgit treffen sich unterdessen erneut, obwohl dies Theo sichtlich Unbehagen bereitet. Bülow folgt den beiden und beobachtet sie unbemerkt in einem Café. Birgit, die von einem Leben im Luxus träumt, macht Theo den Vorschlag, sie zu adoptieren.
Bülow sucht das Kinderheim auf und spricht mit der Direktorin. Bülow möchte Birgit treffen. Dabei erwähnt die Heimleiterin auch die Modenschau, zu der Birgit engagiert wurde. Birgit kokettiert vor Theo damit, dass Bülow sie sprechen möchte und schlägt ihm sogar vor, sie zu heiraten. Birgit reißt heimlich einen Knopf vom Mantel Theos im Kleiderschrank ab, den dieser getragen hatte, als seine Frau in den Pool stürzte. Birgit trifft sich mit Bülow in einem Eiscafé. Sie lobt die Großzügigkeit Theos und sagt, wie sehr er ihr leid tue, weil er jetzt Witwer sei. Sie gibt vor, den Vorfall nicht gesehen zu haben, sondern im Bett gewesen zu sein. Birgit erzählt ihm, dass Theo und sie ausgegangen seien. Während des Gesprächs hatte Bülow seine Freundin und Kollegin Sonja Bach am Nebentisch platziert, um später ihre Meinung über Birgit zu hören. Sonja erklärt, dass sie Birgit nicht für ein Kind, sondern für eine „durchtriebene kleine Kanaille“ halte.
Bülow geht zur Modenschau, die auf einem Spree-Dampfer stattfindet. Birgit ist den anderen Models und auch Theo gegenüber frech und vorlaut. Zudem versucht sie, mit Bülow zu flirten. Die Heimleiterin verbietet Birgit kurz darauf, sich weiterhin mit Theo zu treffen, was Birgit ihr zwar zusagt, um sich allerdings darüber hinwegsetzen. Als Theo sie beim nächsten Treffen abservieren möchte, erpresst sie ihn mit dem Knopf, den sie von seinem Mantel abgerissen hat. Bülow trifft sich ebenfalls noch einmal mit Birgit, doch auch diesmal kann Bülow nichts Konkretes aus ihr herausbekommen. Birgit zeigt Bülow einen heruntergekommenen Hinterhof, in dem sie aufgewachsen war, bis ihre Eltern starben. Sie erzählt ihm, dass sie Hure werden wollte, um der Armut zu entkommen. Ferner deutet sie an, dass es Männer gebe, die herrschen und andere, die dienen wollten. Theo sei ein Diener gewesen, der seine Frau von vorne bis hinten hätte bedienen müssen. Birgit bricht vor Bülow in Tränen aus. Nun weiß er, dass sie gesehen haben muss, wie Theo seine Frau umgebracht hat. Er beschwört sie, ihm alles zu erzählen, da sie sonst in großer Gefahr sei. Birgit jedoch bestreitet, etwas gesehen zu haben und verteidigt Theo. Unterdessen manipuliert Theo den Zaun seines Grundstücks am Ufer des Sees, indem er die Metallpfosten ansägt.
Als Birgit zum Heim zurückkehrt, lädt Theo sie zu seiner Gartenparty ein. Abends schleicht sie sich aus dem Kinderheim, um auf Theos Party zu gehen. Kurz darauf trifft Bülow im Heim ein. Die Heimleiterin und er entdecken, dass Birgit heimlich das Heim verlassen hat. Bülow geht daraufhin hinüber zur Party und fragt Theo nach Birgit. Birgit, die nicht schwimmen kann, fällt, wie von Theo geplant, am manipulierten Zaun in den See und droht zu ertrinken, weil sie sich in einem Netz verheddert, das Theo ebenfalls dort angebracht hat. Da jedoch Bülow ihre Schreie hört, kann er sie gemeinsam mit Theo, der ahnungslos tut, rechtzeitig retten. Theo beteuert, sie gewarnt zu haben. Das Netz habe er als Uferbefestigung dort angebracht. Birgit übersteht das Ereignis ohne Schaden, trotz des Anschlags verrät sie weiterhin Theo nichts. Bülow macht ihr klar, dass das Netz für sie bestimmt gewesen sei. Bülow ist enttäuscht und verabschiedet sich von Birgit. Er ist weiterhin davon überzeugt, dass Birgit umfallen wird, auch wenn sie sich jetzt durch die Aussicht auf ein Leben im Reichtum an der Seite Theos hat kaufen lassen.
Kurz darauf liest Bülows Assistent Öllerink diesem aus der Zeitung die Story über das romantische Glück von Theo Lorenzen und Birgit, seinem Mannequin, vor. Der Pelzmillionär und das Mädchen aus dem Heim wollen heiraten, entweder jetzt oder spätestens, wenn sie volljährig ist. Theo ist alles andere als glücklich über sein „Liebesglück“. Birgit kokettiert noch immer damit, dass sie den Knopf von seinem Mantel und ihn damit in der Hand hat. In einer Rückblende erinnert sich Theo, wie er auch von seiner Ehefrau unter Druck gesetzt worden war, da sie offensichtlich von seinem Mord an seiner ersten Ehefrau wusste. Weil sie ihn so sehr mit ihrem Druckmittel quälte, schleuderte er sie beim Tanzen ins Wasser wohlwissend, dass sie ein krankes Herz hat und daher dabei wahrscheinlich sterben würde. Während Theo und Birgit ihre Hochzeitsvorbereitungen beginnen, schwört Bülow, dass er Lorenzen doch noch bekommen werde.

## Hintergrund und Einschaltquote
Bei der Erstausstrahlung konnte diese Folge 17,11 Mio. Zuschauer erreichen, was einem Marktanteil von 44 % entsprach. Die Folge wurde im Zeitraum zwischen dem 29. Juli und dem 6. September 1985 in West-Berlin gedreht.

## Kritik
Das Urteil der Kritiker der Fernsehzeitschrift TV Spielfilm fiel negativ aus. Die Episode biete lediglich „dumme Dialoge in zäher Story. Tiefe hat nur der Pool“. Das Urteil: „Mancher Tatort ist heute nur noch Ödland“.